# Eulepidotis testaceiceps
Eulepidotis testaceiceps là một loài bướm đêm trong họ Erebidae.